# Maricopa (Kalifornia)
Maricopa város az USA Kalifornia államában, Kern megyében. Lakosainak száma 1026 fő (2020. április 1.).

## Népesség
A település népességének változása:

| 2010 | 1 154 |
| 2020 | 1 026 |